# Takashi Mitsukuri
Takashi Mitsukuri (Toyama, Japón, 19 de febrero de 1939) fue un gimnasta artístico japonés campeón olímpico en 1960 y en 1964 en el concurso por equipos.

## Carrera deportiva
En los JJ. OO. de Roma 1960 ganó el oro en el concurso por equipo, por delante de la Unión Soviética e Italia, siendo sus compañeros de equipo: Nobuyuki Aihara, Yukio Endo, Takashi Ono, Masao Takemoto yShuji Tsurumi.
En las Olimpiadas celebradas en Tokio en 1964 vuelve a ganar el oro en el concurso por equipos, esta vez por delante de la Unión Soviética y el Equipo Unificado Alemán y sus compañeros de equipo fueron: Yukio Endo, Takuji Hayata, Takashi Ono, Shuji Tsurumi y Haruhiro Yamashita.